# سنت لوسی ویلج (فلوریدا)
سنت لوسی ویلج (به انگلیسی: St. Lucie Village) شهرکی در شهرستان سنت لوسی ایالت فلوریدا است که در سال ۱۹۶۱ بنیان‌گذاری شده‌است. این شهرک طبق سرشماری سال ۲۰۱۰ میلادی، ۵۹۰ نفر جمعیت داشته و مساحت آن نیز ۲٫۱ کیلومتر مربع است.